# Temporada 2021-2022 del Reial Madrid CF
La temporada 2021-22 del Reial Madrid Club de Fútbol és la 118a temporada que existeix i la 91a temporada consecutiva del club a la màxima categoria del futbol espanyol. A més de la lliga nacional, el Reial Madrid participa en les edicions d'aquesta temporada de la Copa del rei, la Supercopa d'Espanya i la Lliga de Campions.

## Temporada

### Pretemporada
El 27 de maig de 2021, després de la finalització de la temporada 2020-21, Zinédine Zidane va anunciar que deixaria el Reial Madrid. L'endemà, el Reial Madrid va anunciar el fitxatge de David Alaba amb una transferència gratuïta del Bayern de Múnic. Alaba va signar un contracte de cinc anys. Carlo Ancelotti va tornar com a entrenador en cap l'1 de juny de 2021, després d'haver dirigit el Madrid el 2013-2015. El 16 de juny de 2021, el club va anunciar que Sergio Ramos abandonaria després de 16 anys de servei.

### Agost
El primer partit de la temporada es va guanyar 4-1 contra l'Alavés el 14 d'agost. Karim Benzema va marcar un doblet, amb la resta de gols de Nacho i Vinícius Júnior. Raphaël Varane va marxar de Madrid el mateix dia per unir-se al Manchester United FC. El 20 d'agost, Martin Ødegaard va abandonar el club per unir-se a l'Arsenal FC. Dos gols de Vinícius i un de Gareth Bale van salvar un punt al Madrid en l'empat 3-3 amb el Levante el 22 d'agost. Sis dies després, un gol de Dani Carvajal assegurava tres punts per al Madrid en la victòria per 1-0 contra el Reial Betis. El 31 d'agost, Eduardo Camavinga es va incorporar al club amb un traspàs del Rennes.

### Setembre
Un hat-trick de Benzema i els gols de Vinícius i Camavinga van donar al Madrid una victòria per 5-2 sobre el Celta Vigo el 12 de setembre de 2021, el seu primer partit a l'estadi Santiago Bernabéu en 560 dies després de grans renovacions. Tres dies després, un gol tardà de Rodrygo va fer que el Madrid comencés amb victòria a la Lliga de Campions de la UEFA, amb una victòria per 1-0 contra l'Inter. El 19 de setembre de 2021, dos gols al final de Benzema i Vinícius van donar al Madrid una victòria per 2-1 sobre el València. Tres dies després, Mallorca va ser derrotat per 6-1, amb un hat-trick de Marco Asensio, un doblet de Benzema i un gol d'Isco. Un partit a casa contra el Vila-real CF el 25 de setembre va acabar amb un empat 0-0, que va ser el primer partit oficial del Madrid sense marcar cap gol. El 28 de setembre, el Madrid va patir una derrota a casa per 1-2 davant el Sheriff Tiraspol a la Lliga de Campions, on Benzema va convertir un penal per marcar l'empat momentània.

### Octubre
El següent partit, el 3 d'octubre, va acabar amb una altra derrota, una derrota per 1-2 davant l'Espanyol, en què Benzema va marcar l'únic gol del Madrid. El 19 d'octubre, el Madrid va derrotar el Xakhtar Donetsk 5-0 fora de casa a la tercera jornada de la Lliga de Campions. Els gols van ser de Benzema, Rodrygo, un doblet de Vinícius més un autogol. Cinc dies després, el primer El Clàssic de la temporada contra el FC Barcelona es va guanyar per 2-1 després dels gols de David Alaba i Lucas Vázquez. El partit a casa contra l'Osasuna el 27 d'octubre va acabar amb un empat sense gols. L'Elx CF va ser derrotat tres dies després a la carretera amb un marcador de 2-1 gràcies a un doblet de Vinícius.

### Novembre
El 3 de novembre, el Madrid va derrotar el Xakhtar per 2-1 a casa després d'un doblet de Benzema. El primer gol va ser el 1000 del Madrid en la seva història de la Lliga de Campions. Tres dies després, el Rayo Vallecano va ser derrotat per 2-1 a casa després dels gols de Toni Kroos i Benzema. El 21 de novembre, el Madrid va derrotar el Granada 4-1 fora de casa. Els gols van ser d'Asensio, Nacho, Vinícius i Ferland Mendy. Tres dies després, Sheriff va ser derrotat per 3-0 a la carretera a la Lliga de Campions amb Alaba, Kroos i Benzema marcant els gols. Amb aquesta victòria, el Madrid es va assegurar el seu lloc als vuitens de final per 25a vegada consecutiva. El 28 de novembre, el Sevilla va ser derrotat per 2-1 al Bernabéu amb gols de Benzema i Vinícius.

### Desembre
El primer dia del nou mes, un gol de Benzema va assegurar al Madrid una victòria a casa per 1-0 davant l'Athletic Club. Tres dies després, un altre equip basc, la Real Societad, va ser derrotat per 2-0 a l'Anoeta amb gols de Vinícius i Luka Jović. Els gols de Kroos i Asensio el 7 de desembre van assegurar al Madrid un primer lloc al seu grup de la Lliga de Campions amb una victòria a casa per 2-0 contra l'Inter. El 12 de desembre, Benzema i Asensio van marcar la victòria per 2-0 del derbi de Madrid contra l'Atlètic Madrid al Bernabéu. El partit a casa contra el Cadis CF el 19 de desembre va acabar amb un empat sense gols. El Bilbao va ser derrotat per 2-1 fora de casa l'última jornada del 2021, amb Benzema marcant un doblet.

## Trasllats

### Dins de l'equip
| Data          | Pos. | Jugador           | Del Club             | Tipus                | Ref.   |
| ------------- | ---- | ----------------- | -------------------- | -------------------- | ------ |
| 1 Juliol 2021 | DEF  | David Alaba       | Bayern de Múnic      | Trasllat gratuït     | [ 34 ] |
| 1 Juliol 2021 | DEF  | Jesús Vallejo     | Granada              | Fi del préstec       | [ 35 ] |
| 1 Juliol 2021 | MIG  | Dani Ceballos     | Arsenal FC           | Fi del préstec       | [ 36 ] |
| 1 Juliol 2021 | MIG  | Brahim Díaz       | AC Milan             | Fi del préstec       | [ 37 ] |
| 1 Juliol 2021 | MIG  | Takefusa Kubo     | Getafe CF            | Fi del préstec       | [ 38 ] |
| 1 Juliol 2021 | MIG  | Martin Ødegaard   | Arsenal FC           | Fi del préstec       | [ 39 ] |
| 1 Juliol 2021 | DAV  | Gareth Bale       | Tottenham Hotspur FC | Fi del préstec       | [ 40 ] |
| 1 Juliol 2021 | DAV  | Luka Jović        | Eintracht Frankfurt  | Fi del préstec       | [ 41 ] |
| 31 Agost 2021 | MIG  | Eduardo Camavinga | Stade Rennais FC     | Trasllat             | [ 42 ] |
| 13 gener 2022 | DAV  | Borja Mayoral     | AS Roma              | Extinció del préstec | [ 43 ] |

### Fora de l'equip
| Data           | Pos. | Jugador          | a l'equip            | Tipus                      | Ref.         |
| -------------- | ---- | ---------------- | -------------------- | -------------------------- | ------------ |
| 1 Juliol 2021  | DEF  | Sergio Ramos     | Paris Saint-Germain  | Finalització del contracte | [ 4 ] [ 44 ] |
| 19 Juliol 2021 | MIG  | Brahim Díaz      | AC Milan             | Préstec                    | [ 45 ]       |
| 11 Agost 2021  | MIG  | Takefusa Kubo    | Mallorca             | Préstec                    | [ 46 ]       |
| 14 Agost 2021  | DEF  | Raphaël Varane   | Manchester United FC | Trasllat                   | [ 47 ]       |
| 20 Agost 2021  | MIG  | Martin Ødegaard  | Arsenal FC           | Trasllat                   | [ 48 ]       |
| 28 agost 2021  | DEF  | Álvaro Odriozola | ACF Fiorentina       | Préstec                    | [ 49 ]       |
| 13 gener 2022  | DAV  | Borja Mayoral    | Getafe CF            | Préstec                    | [ 43 ]       |

### Nous contractes
| Data           | Pos. | Jugador           | Durada del contracte | Finalitza el contracte | Ref.   |
| -------------- | ---- | ----------------- | -------------------- | ---------------------- | ------ |
| 8 Juliol 2021  | DEF  | Nacho             | 2-any                | 2023                   | [ 50 ] |
| 29 Juliol 2021 | DEF  | Dani Carvajal     | 3-any                | 2025                   | [ 51 ] |
| 16 Agost 2021  | POR  | Thibaut Courtois  | 4-any                | 2026                   | [ 52 ] |
| 20 Agost 2021  | DAV  | Karim Benzema     | 2-any                | 2023                   | [ 53 ] |
| 24 Agost 2021  | MIG  | Federico Valverde | 2-any                | 2027                   | [ 54 ] |
| 27 Agost 2021  | MIG  | Casemiro          | 2-any                | 2025                   | [ 55 ] |

## Resultats
Victòria
      Empat
      Derrota

### Lliga

#### Partit Anada
| 14 d'agost de 2021   | Deportivo Alavés | 1–4     | Reial Madrid                                      | Vitòria                                                          |  |
| 22:00 CEST Jornada 1 | Joselu 65' (p.)  | Informe | 48', 62' Benzema · 58' Nacho · 90+2' Vinícius Jr. | Estadi de Mendizorrotza · 3.968 espectadors · César Soto Grado · |  |

| 22 d'agost de 2021   | Llevant                             | 3–3     | Reial Madrid                    | València                                                                     |  |
| 22:00 CEST Jornada 2 | Roger 46' · Campaña 57' · Rober 79' | Informe | 5' Bale · 73', 85' Vinícius Jr. | Estadi Ciutat de València · 9.838 espectadors · Guillermo Cuadra Fernández · |  |

| 28 d'agost de 2021   | Reial Betis | 0–1     | Reial Madrid | Sevilla                                                                         |  |
| 22:00 CEST Jornada 3 |             | Informe | 61' Carvajal | Estadi Benito Villamarín · 23.377 espectadors · Alejandro Hernández Hernández · |  |

| 12 de setembre de 2021 | Reial Madrid                                                  | 5–2     | Celta Vigo          | Madrid                                                                        |  |
| 21:00 CEST Jornada 4   | Benzema 24', 46', 87' (p.) · Vinícius Jr. 54' · Camavinga 72' | Informe | 4' Mina · 31' Cervi | Estadi Santiago Bernabéu · 19.874 espectadors · José María Sánchez Martínez · |  |

| 19 de setembre de 2021 | València | 1–2     | Reial Madrid                   | València                                                           |  |
| 21:00 CEST Jornada 5   | Duro 66' | Informe | 86' Vinícius Jr. · 88' Benzema | Estadi de Mestalla · 21.689 espectadors · Pablo González Fuertes · |  |

| 22 de setembre de 2021 | Reial Madrid                                       | 6–1     | Mallorca        | Madrid                                                                  |  |
| 22:00 CEST Jornada 6   | Benzema 3', 78' · Asensio 24', 29', 55' · Isco 84' | Informe | 25' Lee Kang-in | Estadi Santiago Bernabéu · 20.113 espectadors · Javier Alberola Rojas · |  |

| 25 de setembre de 2021 | Reial Madrid | 0–0     | Vila-real CF | Madrid                                                              |  |
| 21:00 CEST Jornada 7   |              | Informe |              | Estadi Santiago Bernabéu · 23.985 espectadors · Jesús Gil Manzano · |  |

| 3 d'octubre de 2021  | Espanyol                 | 2–1     | Reial Madrid | Barcelona                                                        |  |
| 16:15 CEST Jornada 8 | De Tomás 17' · Vidal 60' | Informe | 71' Benzema  | RCDE Stadium · 23.377 espectadors · Guillermo Cuadra Fernández · |  |

| 1 de desembre de 2021 | Reial Madrid | 1–0     | Athletic Club | Madrid                                                                          |  |
| 21:00 CET Jornada 9   | Benzema 40'  | Informe |               | Estadi Santiago Bernabéu · 33.627 espectadors · Isidro Díaz de Mera Escuderos · |  |

| 24 d'octubre de 2021  | FC Barcelona | 1–2     | Reial Madrid              | Barcelona                                                     |  |
| 16:15 CEST Jornada 10 | Agüero 90+7' | Informe | 32' Alaba · 90+4' Vázquez | Camp Nou · 86.422 espectadors · José María Sánchez Martínez · |  |

| 27 d'octubre de 2021  | Reial Madrid | 0–0     | Osasuna | Madrid                                                             |  |
| 21:30 CEST Jornada 11 |              | Informe |         | Estadi Santiago Bernabéu · 35.691 espectadors · César Soto Grado · |  |

| 30 d'octubre de 2021  | Elx CF    | 1–2     | Reial Madrid          | Elx                                                                          |  |
| 14:00 CEST Jornada 12 | Milla 86' | Informe | 22', 73' Vinícius Jr. | Estadi Martínez Valero · 23.010 espectadors · Ricardo de Burgos Bengoetxea · |  |

| 6 de novembre de 2021 | Reial Madrid            | 2–1     | Rayo Vallecano | Madrid                                                                   |  |
| 21:00 CET Jornada 13  | Kroos 14' · Benzema 38' | Informe | 76' Falcao     | Estadi Santiago Bernabéu · 43.283 espectadors · Pablo González Fuertes · |  |

| 21 de novembre de 2021 | Granada    | 1–4     | Reial Madrid                                           | Granada                                                                  |  |
| 16:15 CET Jornada 14   | Suárez 34' | Informe | 19' Asensio · 25' Nacho · 56' Vinícius Jr. · 76' Mendy | Estadi Nuevo Los Cármenes · 17.460 espectadors · Juan Martínez Munuera · |  |

| 28 de novembre de 2021 | Reial Madrid                   | 2–1     | Sevilla      | Madrid                                                                        |  |
| 21:00 CET Jornada 15   | Benzema 32' · Vinícius Jr. 86' | Informe | 12' Rafa Mir | Estadi Santiago Bernabéu · 45.281 espectadors · José María Sánchez Martínez · |  |

| 4 de desembre de 2021 | Reial Societat | 0–2     | Reial Madrid                 | Sant Sebastià                                              |  |
| 21:00 CET Jornada 16  |                | Informe | 47' Vinícius Jr. · 57' Jović | Estadi d'Anoeta · 35.765 espectadors · Jesús Gil Manzano · |  |

| 12 de desembre de 2021 | Reial Madrid              | 2–0     | Atlètic Madrid | Madrid                                                                |  |
| 21:00 CET Jornada 17   | Benzema 16' · Asensio 57' | Informe |                | Estadi Santiago Bernabéu · 51.024 espectadors · Antonio Mateu Lahoz · |  |

| 19 de desembre de 2021 | Reial Madrid | 0–0     | Cadis CF | Madrid                                                                 |  |
| 21:00 CET Jornada 18   |              | Informe |          | Estadi Santiago Bernabéu · 38.818 espectadors · Santiago Jaime Latre · |  |

| 2 de gener de 2022   | Getafe CF | 1–0     | Reial Madrid | Getafe                                                             |  |
| 14:00 CET Jornada 19 | Ünal 9'   | Informe |              | Coliseum Alfonso Pérez · 11.890 espectadors · Mario Melero López · |  |

#### Partit Tornada
| 8 de gener de 2022   | Reial Madrid                                  | 4–1     | València   | Madrid                                                                          |  |
| 21:00 CET Jornada 20 | Benzema 43' (p.), 88' · Vinícius Jr. 52', 61' | Informe | 76' Guedes | Estadi Santiago Bernabéu · 40.617 espectadors · Alejandro Hernández Hernández · |  |

| 22 de desembre de 2021 | Athletic Club | 1–2     | Reial Madrid   | Bilbao                                              |  |
| 21:30 CET Jornada 21   | Sancet 10'    | Informe | 4', 7' Benzema | San Mamés · 42.722 espectadors · César Soto Grado · |  |

| 23 de gener de 2022  | Reial Madrid                    | 2–2     | Elx CF               | Madrid                                                    |  |
| 16:15 CET Jornada 22 | Modrić 82' (p.) · Militao 90+2' | Informe | 42' Boyé · 76' Milla | Estadi Santiago Bernabéu · Ricardo de Burgos Bengoetxea · |  |

| 6 de febrer de 2022  | Reial Madrid | 1-0     | Granada | Madrid                     |  |
| 21:00 CET Jornada 23 | Asensio 74'  | Informe |         | Estadi Santiago Bernabéu · |  |

| 12 de febrer de 2022 | Vila-real CF | 0-0     | Reial Madrid | Vila-real            |  |
| 21:00 CET Jornada 24 |              | Informe |              | Estadi el Madrigal · |  |

| 19 de febrer de 2022 | Reial Madrid                               | 3-0     | Deportivo Alavés | Madrid                     |  |
| 21:00 CET Jornada 25 | Asensio 63' · Vini Jr. 80' · Benzema 90+1' | Informe |                  | Estadi Santiago Bernabéu · |  |

| 27 de febrer de 2022 | Rayo Vallecano | v       | Reial Madrid | Madrid                       |  |
| --:-- CET Jornada 26 |                | Informe |              | Camp de Futbol de Vallecas · |  |

| 6 de març de 2022    | Reial Madrid | v       | Reial Societat | Madrid                     |  |
| --:-- CET Jornada 27 |              | Informe |                | Estadi Santiago Bernabéu · |  |

| 13 de març de 2022   | Mallorca | v       | Reial Madrid | Palma                |  |
| --:-- CET Jornada 28 |          | Informe |              | Estadi de Son Moix · |  |

| 20 de març de 2022   | Reial Madrid | v       | FC Barcelona | Madrid                     |  |
| --:-- CET Jornada 29 |              | Informe |              | Estadi Santiago Bernabéu · |  |

| ( )        |  | v |  |  |  |
| Jornada 30 |  |   |  |  |  |

| ( )        |  | v |  |  |  |
| Jornada 31 |  |   |  |  |  |

| ( )        |  | v |  |  |  |
| Jornada 32 |  |   |  |  |  |

| ( )        |  | v |  |  |  |
| Jornada 33 |  |   |  |  |  |

| ( )        |  | v |  |  |  |
| Jornada 34 |  |   |  |  |  |

| ( )        |  | v |  |  |  |
| Jornada 35 |  |   |  |  |  |

| ( )        |  | v |  |  |  |
| Jornada 36 |  |   |  |  |  |

| ( )        |  | v |  |  |  |
| Jornada 37 |  |   |  |  |  |

| ( )        |  | v |  |  |  |
| Jornada 38 |  |   |  |  |  |

### Lliga de Campions

#### Fase de Grups:D
| Equip            | Pts | PJ | PG | PE | PP | GF | GC | DG  |
| ---------------- | --- | -- | -- | -- | -- | -- | -- | --- |
| Reial Madrid     | 15  | 6  | 5  | 0  | 1  | 14 | 3  | +11 |
| Inter            | 10  | 6  | 3  | 1  | 2  | 8  | 5  | +3  |
| Sheriff Tiraspol | 7   | 6  | 2  | 1  | 3  | 7  | 11 | -4  |
| Xakhtar          | 2   | 6  | 0  | 2  | 4  | 2  | 12 | -10 |

| 15 de setembre de 2021 | Inter | 0–1     | Reial Madrid | Milà                                                           |  |
| 21:00 CEST Jornada 1   |       | Informe | 89' Rodrygo  | Estadi Giuseppe Meazza · 37.082 espectadors · Daniel Siebert · |  |

| 28 de setembre de 2021 | Reial Madrid     | 1–2     | Sheriff Tiraspol            | Madrid                                                            |  |
| 21:00 CEST Jornada 2   | Benzema 65' (p.) | Informe | 25' Yaxshiboyev · 90' Thill | Estadi Santiago Bernabéu · 24.522 espectadors · Lawrence Visser · |  |

| 19 d'octubre de 2021 | Xakhtar | 0–5     | Reial Madrid                                                             | Kíev                                                            |  |
| 21:00 CET Jornada 3  |         | Informe | 37' (p.p.) Kryvcov · 51', 56' Vinícius Jr. · 65' Rodrygo · 90+1' Benzema | Estadi Olímpic de Kíev · 34.037 espectadors · Srđan Jovanović · |  |

| 3 de novembre de 2021 | Reial Madrid     | 2–1     | Xakhtar      | Madrid                                                           |  |
| 18:45 CET Jornada 4   | Benzema 14', 61' | Informe | 39' Fernando | Estadi Santiago Bernabéu · 38.105 espectadors · Benoît Bastien · |  |

| 24 de novembre de 2021 | Sheriff Tiraspol | 0–3     | Reial Madrid                          | Tiraspol                                                 |  |
| 21:00 CET Jornada 5    |                  | Informe | 30' Alaba · 45+1' Kroos · 55' Benzema | Sheriff Stadium · 5.932 espectadors · Szymon Marciniak · |  |

| 7 de desembre de 2021 | Reial Madrid            | 2–0     | Inter | Madrid                                                        |  |
| 21:00 CET Jornada 6   | Kroos 17' · Asensio 79' | Informe |       | Estadi Santiago Bernabéu · 46.887 espectadors · Felix Brych · |  |

#### Fase Final
| 15 de febrer de 2022                | Paris Saint-Germain | 1–0     | Reial Madrid | París                                                    |  |
| 21:00 CET Vuitens de final - Andada | Mbappé 90+3'        | Informe |              | Parc des Princes · 47.443 espectadors · Daniele Orsato · |  |

| 9 de març de 2022                    | Reial Madrid          | 3–1     | Paris Saint-Germain | Madrid                                                           |  |
| 21:00 CET Vuitens de final - Tornada | Benzema 61', 76', 78' | Informe | 39' Mbappé          | Estadi Santiago Bernabéu · 59.895 espectadors · Danny Makkelie · |  |

| 6 d'abril del 2022                | Chelsea FC  | 1–3     | Reial Madrid          | Londres                                                 |  |
| 21:00 CET Quarts de Final - Anada | Havertz 40' | Informe | 21', 24', 46' Benzema | Stamford Bridge · 38.689 espectadors · Clément Turpin · |  |

| 12 d'abril del 2022                 | Reial Madrid              | 2–3     | Chelsea FC                           | Madrid                                                             |  |
| 21:00 CET Quarts de Final - Tornada | Rodrygo 80' · Benzema 96' | Informe | 17' Mount · 51' Rüdiger · 75' Werner | Estadi Santiago Bernabéu · 59.839 espectadors · Szymon Marciniak · |  |

| 26 d'abril del 2022           | Manchester City                                  | 4–3 | Reial Madrid                         | Manchester                                            |  |
| 21:00 CET Semifinals - Andada | De Bruyne 2' · Jesus 11' · Foden 53' · Silva 74' |     | Benzema 33', 82' (p.) · Vini Jr. 55' | Etihad Stadium · 52.217 espectadors · István Kovács · |  |

### Supercopa d'Espanya
| 12 de gener de 2022   | FC Barcelona             | 2–3     | Reial Madrid                                  | Jiddah                                                                       |  |
| 22:00 UTC+3 Semifinal | L.de Jong 41' · Fati 83' | Informe | 25' Vinícius Jr. · 72' Benzema · 98' Valverde | King Abdullah Sports City · 35.000 espectadors · José Luis Munuera Montero · |  |

| 16 de gener de 2022 | Athletic Club | 0–2     | Reial Madrid                  | Riad                                                                      |  |
| 21:30 UTC+3 Final   |               | Informe | 38' Modrić · 52' (p.) Benzema | King Fahd International Stadium · 30.000 espectadors · César Soto Grado · |  |